# Avranches
Avranches je francouzská obec v departementu Manche v regionu Normandie. V roce 2009 zde žilo 8 090 obyvatel. Je centrem arrondissementu Avranches.